# Gino Sciardis
Gino Sciardis (Pocenia, 28 januari 1917 – Bondy (Frankrijk), 9 januari 1968) was een Italiaans wielrenner.

## Belangrijkste overwinningen
1947
- 3e etappe deel a Critérium du Dauphiné

1948
- 11e etappe Ronde van Frankrijk

1949
- 1e etappe Critérium du Dauphiné
- 4e etappe Ronde van Luxemburg

1950
- 5e etappe deel b Critérium du Dauphiné
- 21e etappe Ronde van Frankrijk

1951
- 6e etappe Ronde van Marokko

1952
- 3e etappe Ronde van Marokko

## Resultaten in voornaamste wedstrijden
| Jaar | Ronde van Italië | Ronde van Frankrijk | Ronde van Spanje |
| ---- | ---------------- | ------------------- | ---------------- |
| 1943 |                  |                     |                  |
| 1947 |                  |                     |                  |
| 1948 |                  | opgave (1)          |                  |
| 1949 |                  | 12e                 |                  |
| 1950 |                  | 33e (1)             |                  |
| 1951 |                  | 51e                 |                  |
| 1952 |                  | opgave              |                  |

| Jaar | Milaan-San Remo | Gent-Wevelgem | Parijs-Roubaix | Ronde van Lombardije | Omloop Het Volk |
| ---- | --------------- | ------------- | -------------- | -------------------- | --------------- |
| 1943 | 32e             |               |                |                      |                 |
| 1947 |                 |               | 17e            |                      |                 |
| 1948 | 11e             |               |                |                      |                 |
| 1949 |                 |               |                | 20e                  |                 |
| 1950 | 74e             | 27e           | 5e             |                      |                 |
| 1951 |                 |               | 45e            |                      | 6e              |
| 1952 |                 |               |                |                      |                 |